# Eubacterium eligens
Eubacterium eligens è una specie di batterio appartenente alla famiglia delle Eubacteriaceae.